# Конвалії
Конвалії (до 2025 Ландишове) —  село в Україні, у Валківській міській громаді Богодухівського району Харківської області. Населення становить 126 осіб. До 2020 орган місцевого самоврядування — Благодатненська сільська рада.

## Географія
Село Конвалії знаходиться за 1 км від річки Орчик (правий берег), на відстані 1 км знаходиться село Серпневе і за 2 км село Благодатне. До села примикає невеликий лісовий масив (дуб) - урочище Корінне.

## Історія
12 червня 2020 року, розпорядженням Кабінету Міністрів України № 725-р «Про визначення адміністративних центрів та затвердження територій територіальних громад Харківської області», увійшло до складу Валківської міської громади.
19 липня 2020 року, в результаті адміністративно-територіальної реформи та ліквідації Валківського району, село увійшло до складу Богодухівського району.
5 червня 2025 року Постановою Верховної Ради України № 4483-ІХ «Про перейменування окремих населених пунктів, назви яких містять символіку російської імперської політики або не відповідають стандартам державної мови» село Ландишове перейменовано на Конвалії. 18 червня 2025 року перейменування набуло чинності.